# Nase

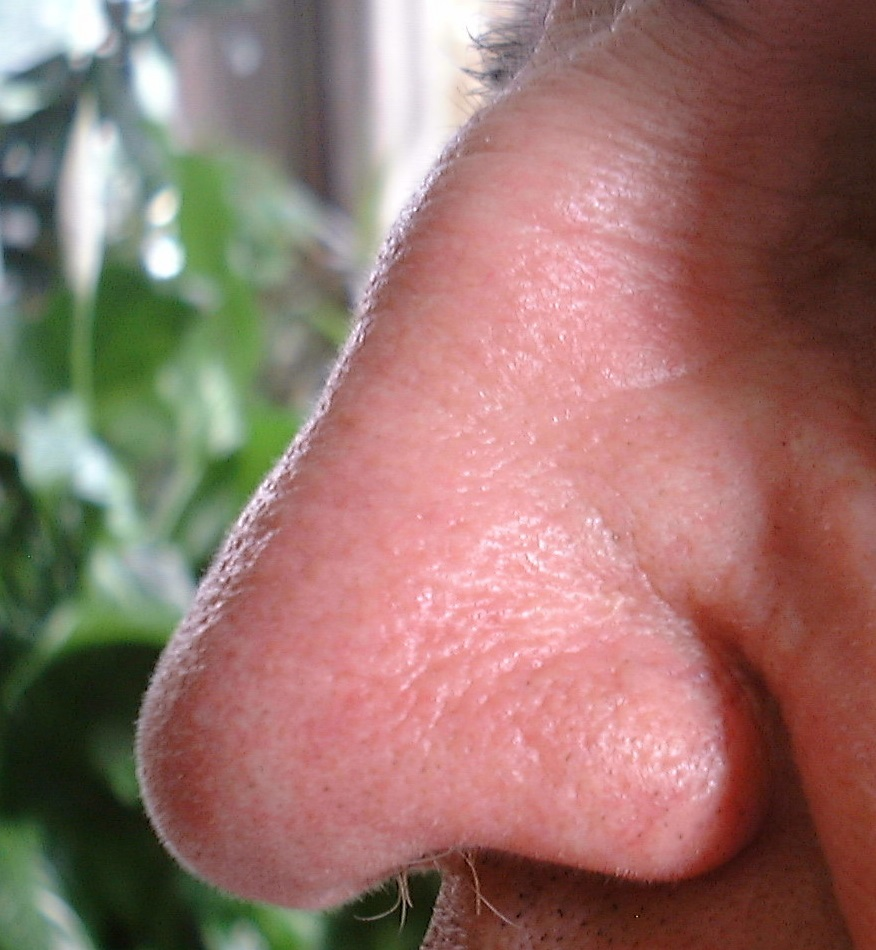
Menschliche Nase

Die Nase (lateinisch nasus; altgriechisch ῥίς rhís) ist in der Anatomie das Organ von Wirbeltieren, das die Nasenlöcher (lateinisch Mz. nares) und die Nasenhöhle beherbergt. Beim Menschen sowie den meisten anderen Säugetieren liegt die Nase im Gesichtszentrum bzw. an der vorderen Spitze der Schnauze. Die Nasenregion (Regio nasalis) grenzt oben an die Stirnregion, seitlich an die Augenhöhlen- und Unteraugenregion und unten an die Mundregion. In der Tieranatomie unterscheidet man zusätzlich eine seitliche (Regio lateralis nasi), die Nasenrückenregion (Regio dorsalis nasi) und die Nasenlochgegend (Regio naris).
Hinter dem Nasenraum befindet sich der Rachen, in den von unten her die Luftröhre und die Speiseröhre münden.

## Etymologie
Das mhd. Wort nase beruht auf ahd. nasa und dieses wiederum auf idg. *nas- „Nase“, ursprünglich wahrscheinlich „Nasenloch“ (vgl. aind. nā́sa Nom. Dual).

## Aufbau der Nase

### Säugetiere

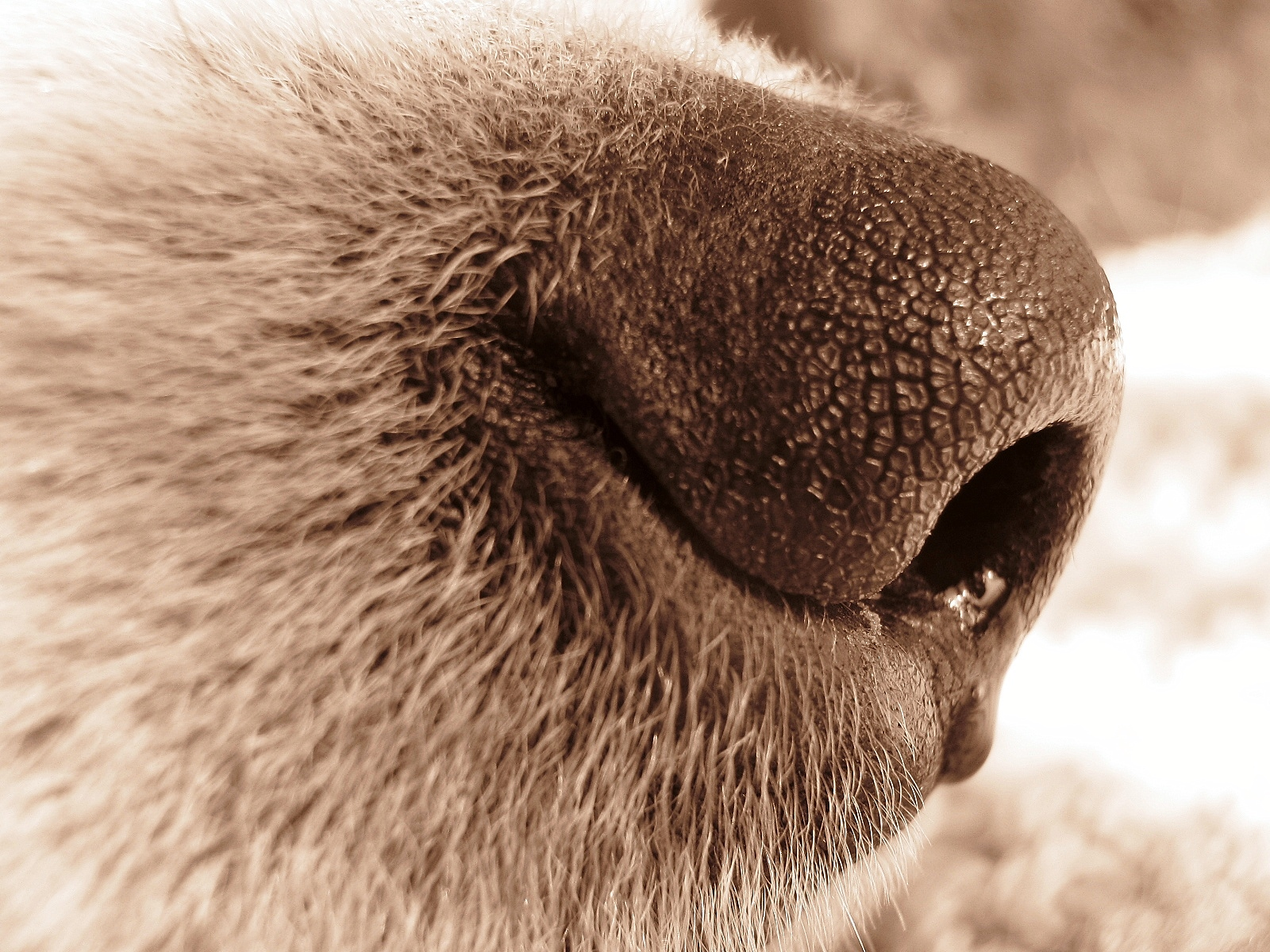
Nase eines Hundes

Außen unterscheidet man bei der Nase Nasenwurzel (Radix nasi), Nasenrücken (Dorsum nasi), Nasenspitze (Apex nasi) und Nasenlöcher (Nares) sowie die seitlichen Nasenflügel. Bei manchen Tierarten wie dem Pferd ist die Haut um den Naseneingang behaart. Während sich bei Fleischfressern und kleinen Wiederkäuern wie Ziegen die Nase zu einem Nasenspiegel (Planum nasale) bildet, ist sie bei Rindern zu einem Flotzmaul (Planum nasolabiale) und bei Schweinen zu einer Rüsselscheibe (Planum rostrale) geformt. Bei manchen Tierarten wie Hund oder Katze verbindet die Lippenrinne (Philtrum) Mund und Nase. Je nach Tierart sind die Nasenknorpel, die die Nasenöffnung stützen, unterschiedlich geformt. Zudem sind die Nasenlöcher teilweise durch die Flügelrinne (Sulcus alaris) schlitzartig erweitert. Neben den Nasendrüsen der Schleimhaut haben Säugetiere eine zusätzliche Drüse zur Befeuchtung des Nasenvorhofs, die seitliche Nasendrüse.
Bei den Walen hat sich die Nase an die Oberseite des Kopfes verlagert und hat verschließbare Nasenöffnungen. Nase und Oberlippe der Elefanten haben sich zusammen zu einem langen, muskulösen Tast- und Manipulationsorgan entwickelt, dem Rüssel.
Eine Studie von 2021 zeigt auf, dass die Nasen von Säugetieren einen evolutionären Vorteil bedeuteten. Im Gegensatz zu anderen Landwirbeltieren wie Reptilien verfügen die meisten Säugetiere über eine vorstehende, bewegliche Nase. Dies sorgt für eine Verbesserung von Geruchs- und Tastsinn. So hat sich im Laufe der Zeit bei Säugetieren der Zwischenkieferknochen verkleinert, um daraus die Nasenpartie zu bilden. Der dahinterliegende Knochen vergrößerte und formte sich zur Spitze des Säugetierkiefers. Auf diese Weise ist so etwas wie Schnüffeln anatomisch überhaupt möglich.

### Menschen

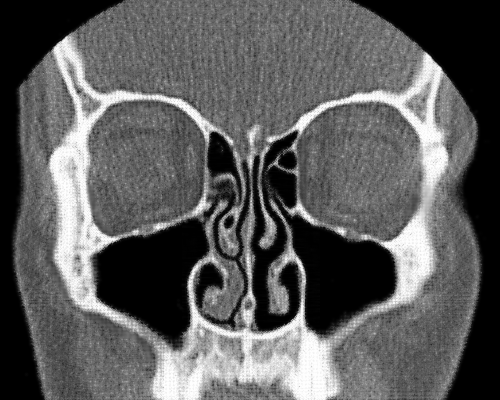
Menschliche Nasenmuscheln in einer computertomographischen Aufnahme (CT); hier sind die anatomisch rechten Nasenmuscheln (Conchae nasales, links im Bild) angeschwollen

Beim Menschen liegt innerhalb der Nasenwurzel der Nasendornfortsatz (Spina nasalis anterior). Der obere Teil des menschlichen Nasenrückens wird vom Nasenbein gestützt, während sich in der Nasenspitze nur Knorpelelemente zur Stabilisierung befinden. Der Knorpel nimmt im Gegenzug zum Knochen mehr Raum ein, ist beweglich und kann vor Verletzungen schützen. Dabei handelt es sich jedoch nicht um einen zusammenhängenden Knorpel, sondern um einzelne Knorpelelemente, die meist als Paar angelegt sind:
- Dreiecksknorpel und Nasenspitzenknorpel schützen den Knochen und geben der Nase ihre charakteristische Form.
- Die Flügelknorpel bilden die Nasenflügel.
- Der Septumknorpel unterteilt zusammen mit einem knöchernen Teil die Nase in zwei Räume.

Anatomisch gehört die Nase zu den äußeren und oberen Atemwegen. Die Nasenlöcher (Nares) führen in das Innere der Nase, jeweils zuerst in den Nasenvorhof (Vestibulum nasi), der von behaarter äußerer Haut ausgekleidet ist, dann in die eigentliche Nasenhöhle (Cavum nasi). Die Nasenhöhle ist durch die Nasenscheidewand (Septum nasi) in zwei getrennte Abteilungen gegliedert und von einer Schleimhaut mit Flimmerepithel ausgekleidet. Linke und rechte Nasenhöhle sind jeweils durch die knöchern gestützten Nasenmuscheln (Conchae nasales) untergliedert. Zwischen den Nasenmuscheln liegen drei Nasengänge (Meatus nasi).
Beim Menschen besteht eine natürliche Enge des Naseneingangs, die als „Nasenklappe“ (Ostium internum) bezeichnet wird. Die Enge entsteht zwischen dem unteren Rand des Dreieckknorpels und der Nasenscheidewand, äußerlich zu sehen durch eine Einziehung oberhalb der Flügelknorpel, die den äußeren Naseneingang stabilisieren. Eine menschliche Nase ist in Europa bei Frauen im Durchschnitt 5,1 cm und bei Männern 5,8 cm lang.

## Funktion

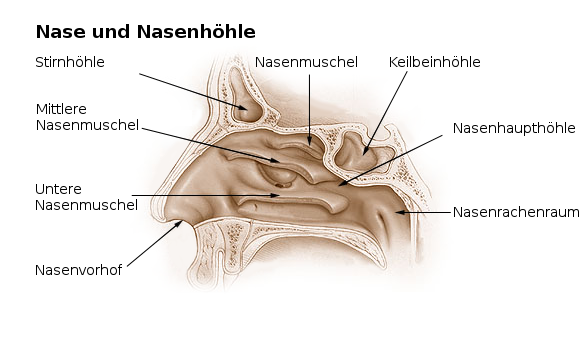
Menschliche Nase in der schematischen Seitenansicht

Durch die Nase wird Atemluft ein- und ausgeatmet, wobei kalte Luft an der Oberfläche der Nasenschleimhaut erwärmt und trockene Luft angefeuchtet wird. Die Nasenhaare fangen grobe und das Nasensekret feine Fremdpartikel ab. Das Nasensekret wird dauernd durch die Bewegung der Flimmerhärchen in Richtung Rachen transportiert. Überschüssiges Sekret, Fremdpartikel und Allergene wie Pollen können durch Niesen teilweise reflektorisch nach außen befördert werden.
Dank der Nase kann man auch mit geschlossenem Mund atmen. Dies wird bei der zirkulären Atmung ausgenutzt. Ein Säugling, der gestillt wird, kann während des Trinkens durch die Nase ein- und ausatmen. Alle Säugetiere (mit Ausnahme der Wale und Seekühe) sind nach ihrer Geburt, solange sie gesäugt werden, auf die Nasenatmung angewiesen.
Die menschlichen Nasenmuscheln stellen sogenannte unechte Schwellkörper dar, die ihre Größe erheblich ändern können.
Beim Menschen findet die Nasenatmung in körperlicher Ruhe nicht gleichmäßig durch beide Nasenlöcher statt. Diesen Vorgang bezeichnet man als Nasenzyklus. Der Luftstrom durch jeweils eines ist verringert, um eine Regeneration seiner Schleimhaut zu ermöglichen. Nach einer gewissen Zeit wechselt der Hauptstrom zum jeweils anderen Nasenloch, was bei einer gesunden Nase unbemerkt vonstattengeht. Der Nasenzyklus bewirkt auch eine bessere Geruchswahrnehmung, weil man für ein breiteres Spektrum von chemischen Substanzen empfänglich ist.
Die Regio olfactoria der Nase ist Sitz des Geruchsorgans und damit der olfaktorischen Wahrnehmung.

## Evolutive Entwicklung

### Mensch

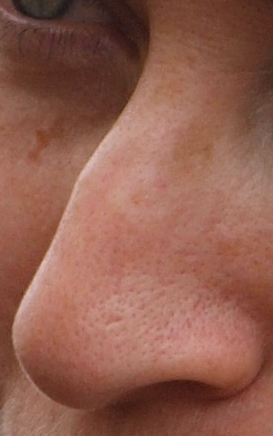
Nase einer russischen Frau

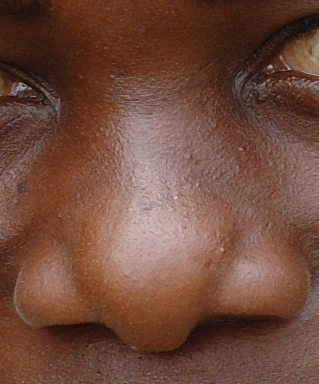
Nase eines jungen Pygmäen

Klimatische Besonderheiten haben möglicherweise die Nasenform des Menschen über natürliche Selektion beeinflusst. Während in feucht-warmen Tropen breite Nasenlöcher vorteilhaft waren, boten in kalten und trockenen Regionen längere Nasen mit kleinen Nasenlöchern einen evolutionären Vorteil, da sie die Luft stärker erwärmen und befeuchten konnten.

## Geschichte
Die Sicht auf Bedeutung und Funktion der Nase unterlag historisch sich wandelnden Vorstellungen. So galt sie im 15. Jahrhundert als Fenster, durch das die Gerüche ins Gehirn gelangen. Im 18. Jahrhundert gab es die Vorstellung, dass die Größe der Nase einen Rückschluss auf die Größe des Gehirns ermöglicht.

## Fehlbildungen
Als äußerst seltene Fehlbildung kann eine Arrhinie auftreten.

## Erkrankungen

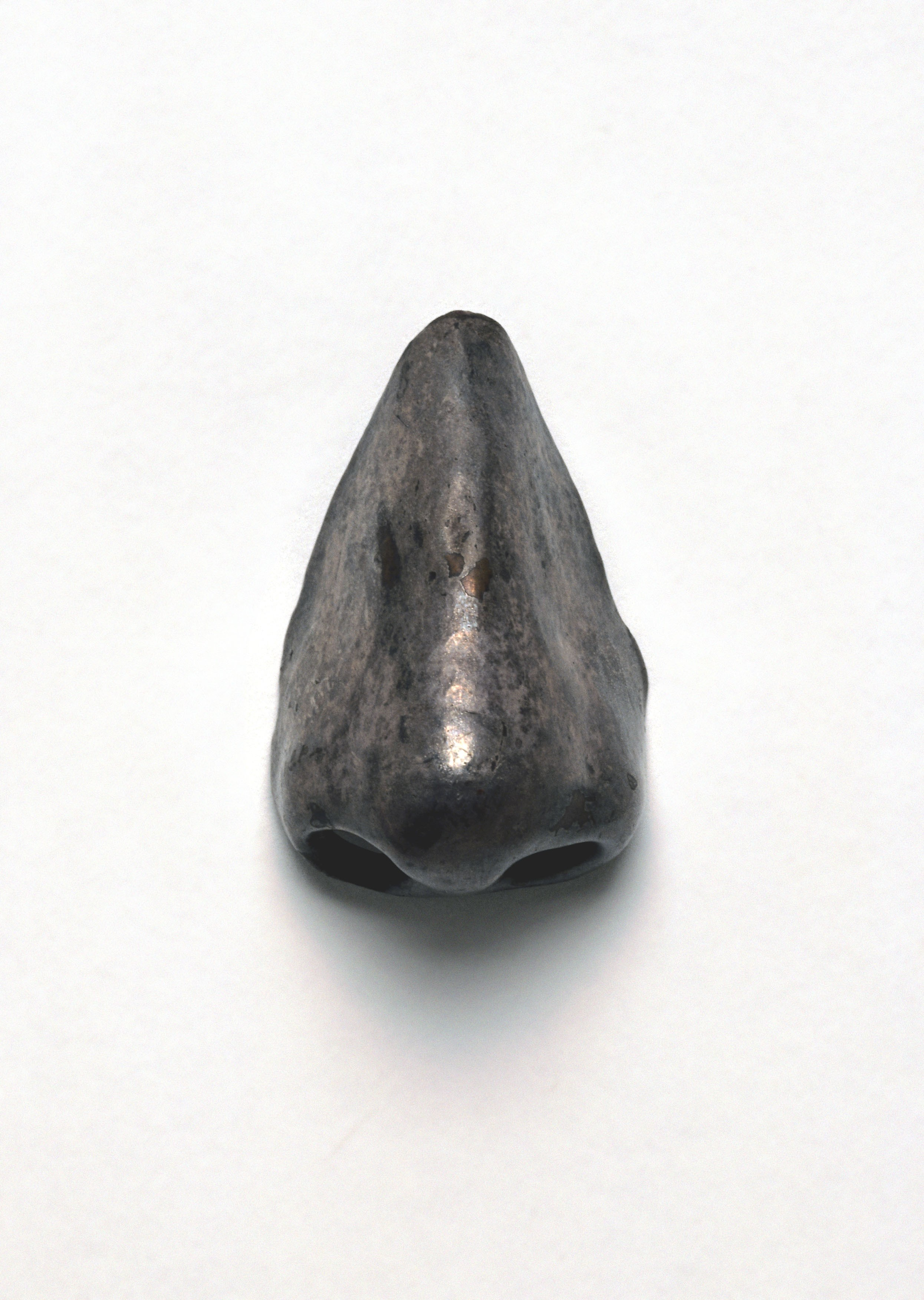
Nasenprothese aus Metall (17./18. Jahrhundert)

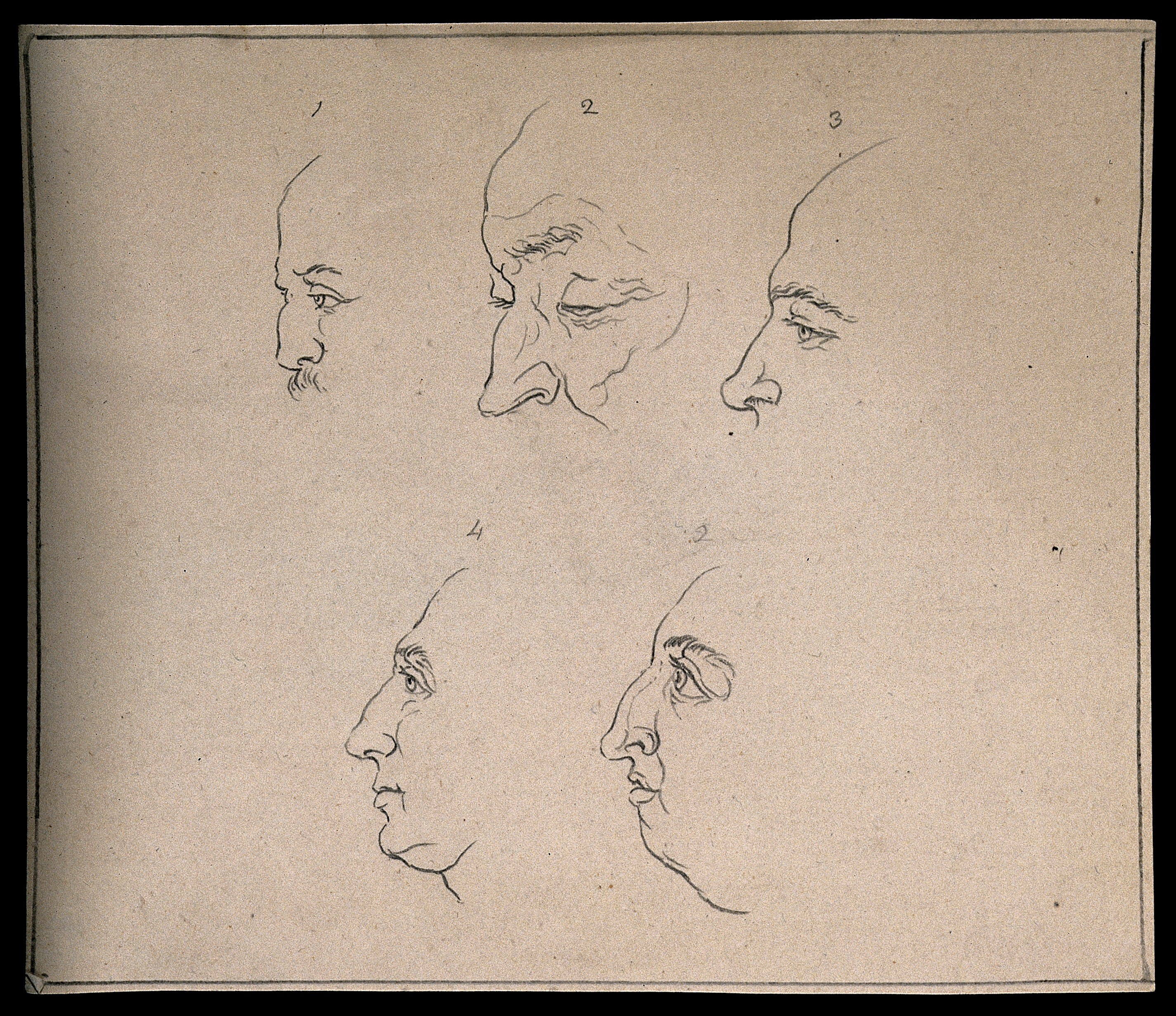
Fünf männliche Gesichtprofile und ihre Nasenkonturen. Die Gesicht- und Nasenformen variieren wie alle übrigen Körperformen und Merkmale (Phänotypische Variation)

Erkrankungen der Nase sind Gegenstand der Hals-Nasen-Ohren-Heilkunde. Interdisziplinär beteiligt sind Dermatologie und Mund-Kiefer-Gesichtschirurgie.
- Infektionen des Nasenraums:[11]
  - Rhinitis als Entzündung der Nasenhöhle; Erkältung mit Schnupfen; Allergische Rhinitis
  - Nasenfurunkel
  - Rhinosinusitis
  - ferner auch: Nasennebenhöhlenentzündung (Sinusitis) und Osteomyelitis des Stirnbeins (oberhalb der Nasenwurzel)
- Rhinophym
- Naseneingangsekzem
- Epistaxis (Nasenbluten)
- Septumdeviation (Nasenscheidewandverkrümmung)
- Nasenklappenstenose
- Nasenflügelinsuffizienz
- Tumoren:
  - Fibröse Nasenpapel
  - Basalzellkarzinom, Spinaliom, selten Sarkom und Melanom[12]

## Nasale Applikation
Die Nase kann auch als Zugangsweg für Genuss- und Suchtmittel (z. B. Schnupftabak, Kokain) und Medikamente (Salben, Tropfen, Sprays, Inhalationen, Inhalationsanästhetika usw.) dienen.

## Transnasale Ernährungssonde
Bei künstlicher Ernährung kann einem Patienten eine Ernährungssonde durch die Nase (Fachwort transnasal) bis in den Magen gelegt werden, die das Überleitsystem mit einer Sondennahrung verbindet, die dem Patienten zugeführt (appliziert) werden kann.

## Schmuck
In unterschiedlichen Kulturen ist an verschiedenen Stellen der Nase das Tragen von Schmuck in Form von Nasenpiercings verbreitet.

## Folter- und Kriegstrophäen
Im frühen byzantinischen Reich konnten Menschen von der Kaiserwürde ausgeschlossen oder für Ehebruch bestraft werden, indem ihnen die Nase abgeschnitten wurde (Rhinokopia).
In dem Mimizuka, einem Hügel in Japan, wurden zehntausende abgeschnittener Nasen als Trophäen aus dem Imjin-Krieg vergraben.

## Verzerrte Wahrnehmung
2017 ist in den Vereinigten Staaten die Rate der Nasenkorrekturen im Vergleich zum Vorjahr um 13 % gestiegen. Eine Ursache für diesen Trend ist, dass Selfies die Nase ungewöhnlich groß wirken lassen.

## Siehe auch

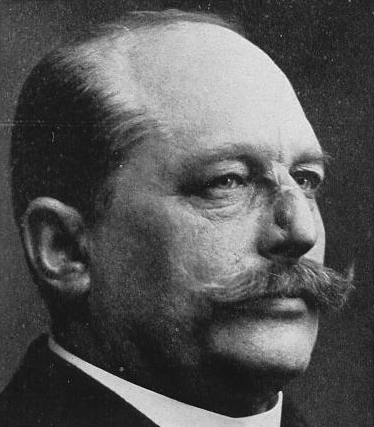
1881 durch Karl Schönborn replantierte Nase von Eldor Pohl (1915)

## Scherzhaft, ironisch synonyme Bezeichnungen
- Erker
- Zinken